# Archipiélago Coreano
Archipiélago Coreano es un grupo de islas en el mar Amarillo, frente a la costa del suroeste de la península de Corea, en el país asiático de Corea del Sur.
Administrativamente, el grupo pertenece enteramente a la provincia surcoreana de Jeolla del Sur (전라남도).